# Tampacan, San Luis Potosí
Tampacan là một đô thị thuộc bang San Luis Potosí, México. Năm 2005, dân số của đô thị này là 15767 người.